# Internierungslager Barcarès

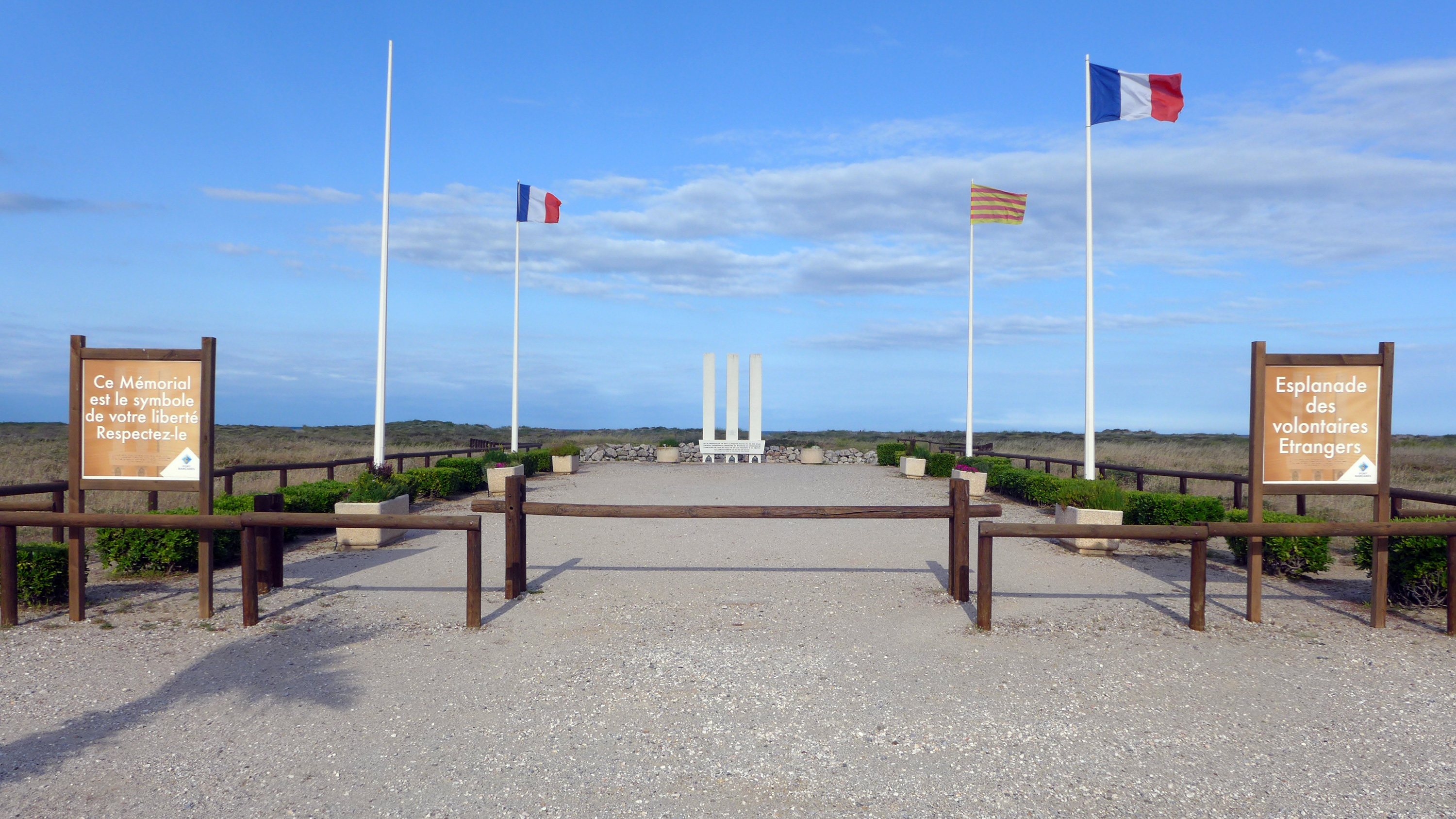
Denkmal für die im Lager Barcarès internierten Bürgerkriegskämpfer

Das französische Internierungslager Barcarès in der Nähe der Gemeinde Le Barcarès im Département Pyrénées-Orientales war neben dem Internierungslager Camp de Gurs, dem Internierungslager Argelès-sur-Mer, dem Internierungslager Saint-Cyprien, dem Internierungslager Camp de Rivesaltes, dem Internierungslager Le Vernet und dem Internierungslager Septfonds ein Lager für die Internierung der Überreste der spanischen republikanischen Volksarmee (Ejército Popular de la República (EPR)). Im Zweiten Weltkrieg diente es dem Vichy-Regime zur Internierung der französischen Manouches. 
1939, am Ende des Spanischen Bürgerkriegs, erlaubten die französischen Behörden den spanischen Flüchtlingen die Flucht  vor den Truppen Francos nach Frankreich. Das Internierungslager Barcarès diente bis zum Beginn des Westfeldzuges der deutschen Wehrmacht der Aufnahme der Flüchtlingen aus Spanien. Unter dem Vichy-Regime wurde das Lager weiter als Internierungslager genutzt. Es diente der Gefangenhaltung der als Nomades bezeichneten verfolgten Bevölkerungsgruppen der Manouches und von Sinti aus dem Elsass. Neben dem Lager in Saliers war es das größte derartige Lager im Unbesetzten Frankreich. In einigen Fällen gab es Zwangsarbeitsverschleppung und Deportationen in den Osten, jedoch keine Deportation nach Auschwitz.